# Psie Pole (miasto)

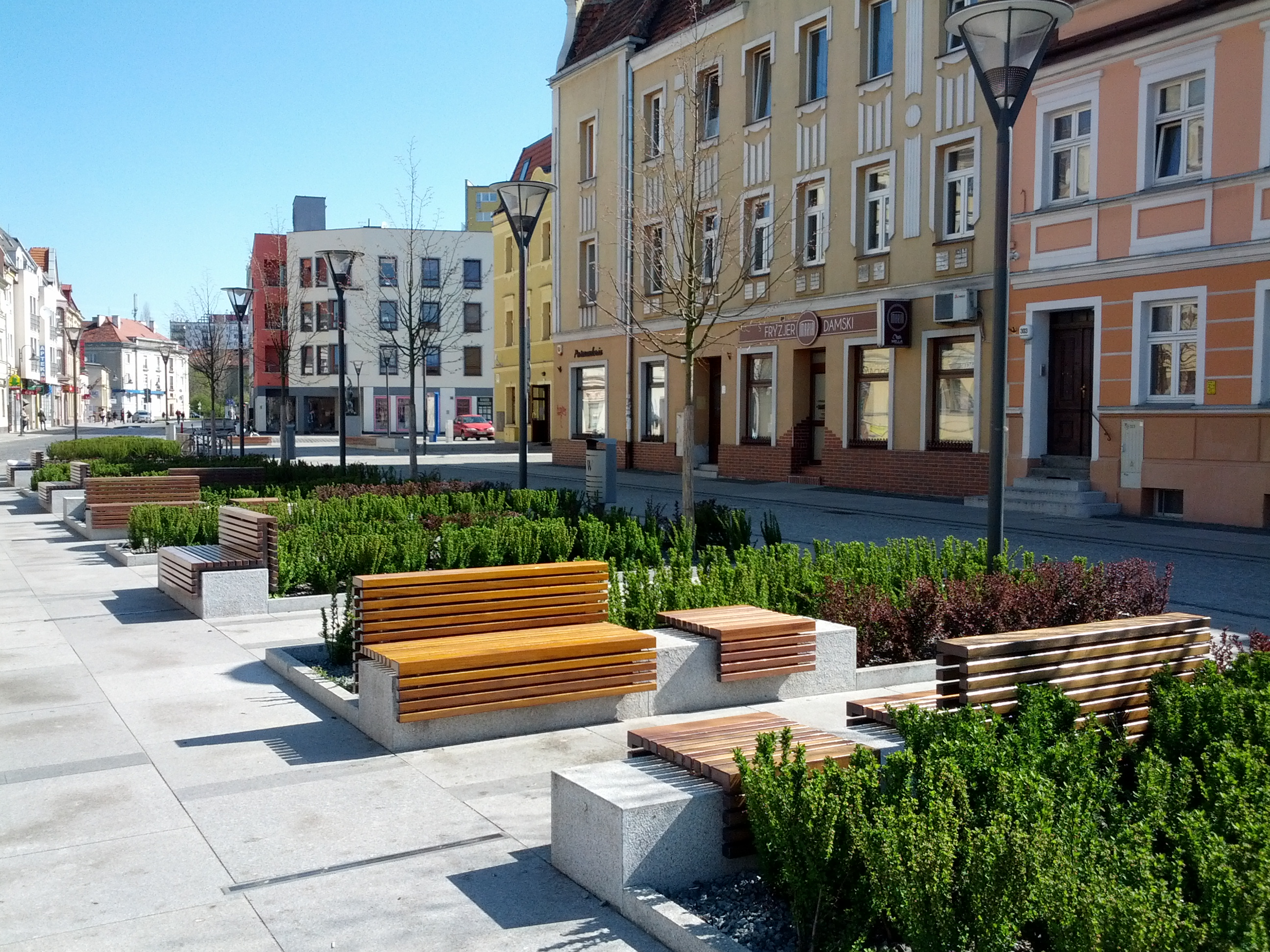
Psie Pole Rynek

Psie Pole (niem. Hundsfeld, w 1743 przejściowo Friedrichstadt) – dawne miasto, obecnie osiedle Wrocławia, stanowi centralną część samorządowo-administracyjnego osiedla Psie Pole-Zawidawie na terenach byłej dzielnicy Psie Pole w północno-wschodniej części miasta. Dawniej wieś, następnie samodzielne miasto, 1 kwietnia 1928 wcielone do Wrocławia.

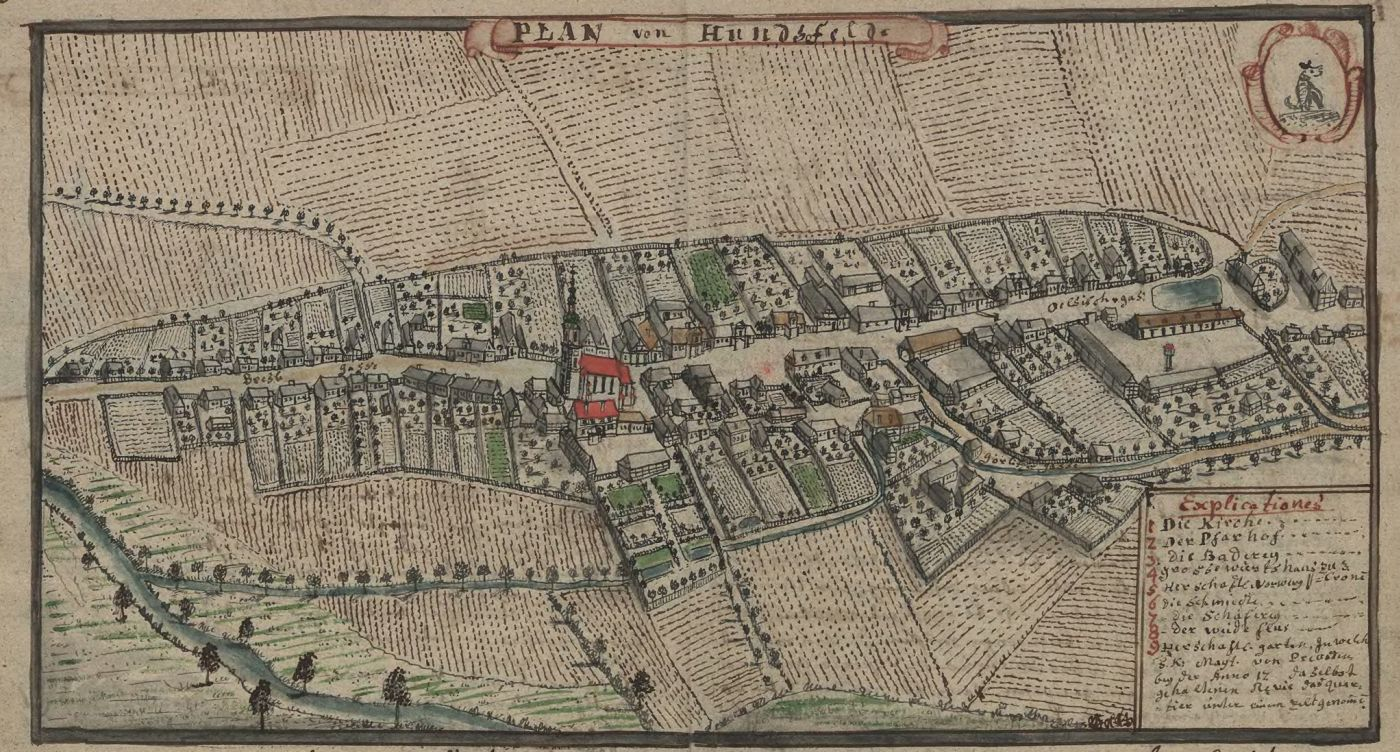
Panorama Psiego Pola z 1755 r. autorstwa F.B Wernera

## Toponimia

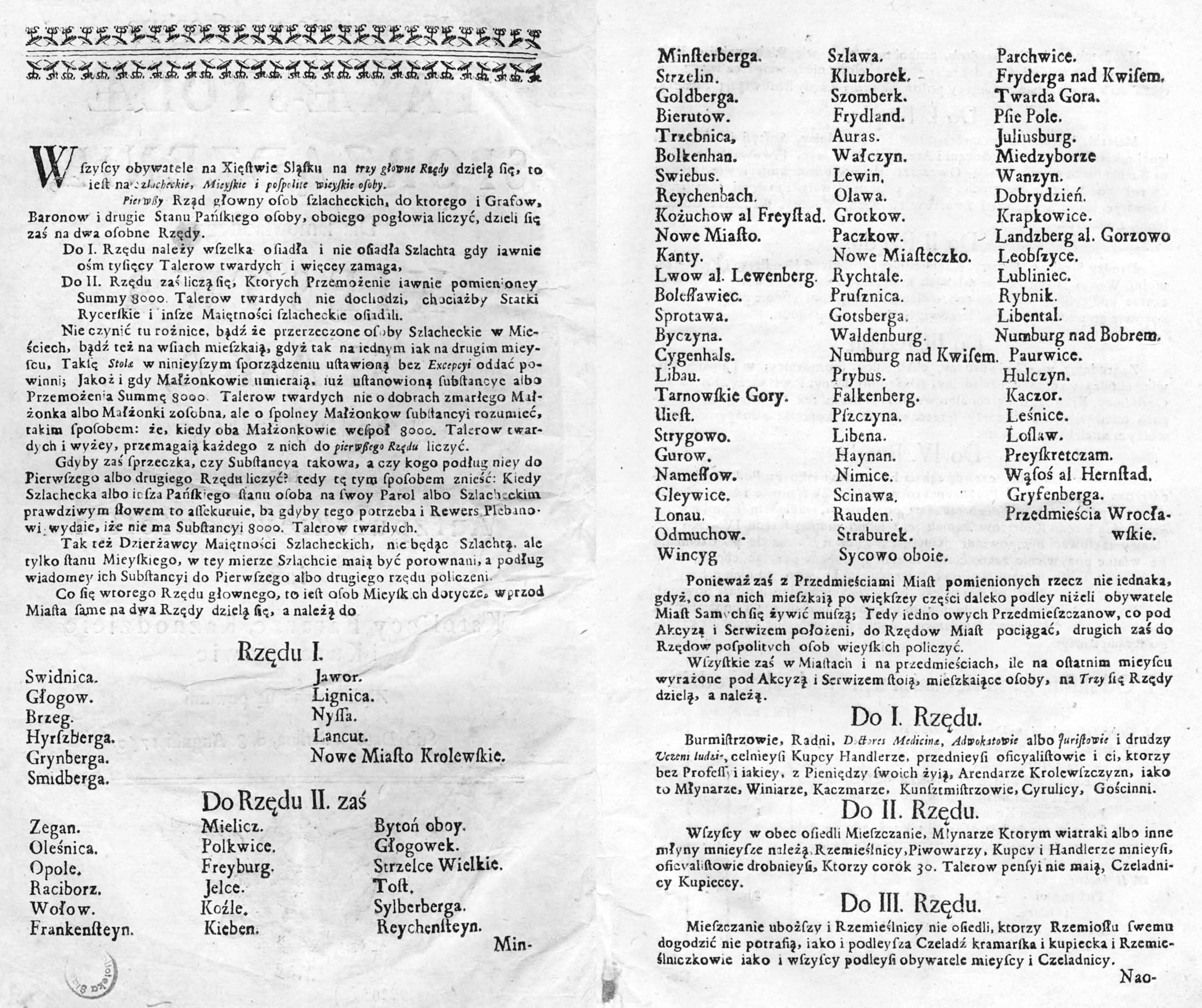
Nazwa Psie Pole wśród innych nazw śląskich miejscowości w urzędowym pruskim dokumencie z 1750 roku wydanym w języku polskim w Berlinie.

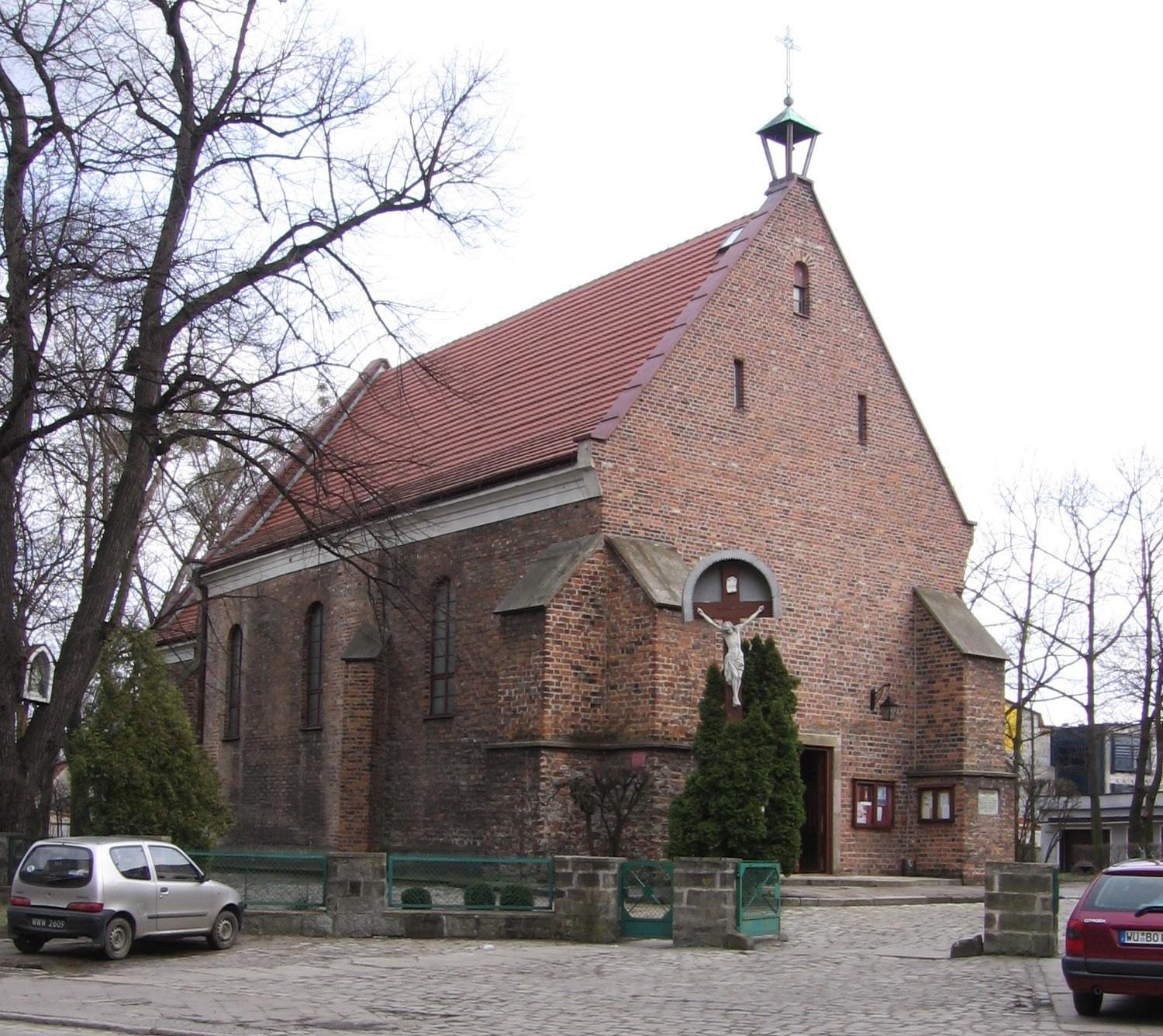
kościół św. Jakuba i Krzysztofa na Psim Polu

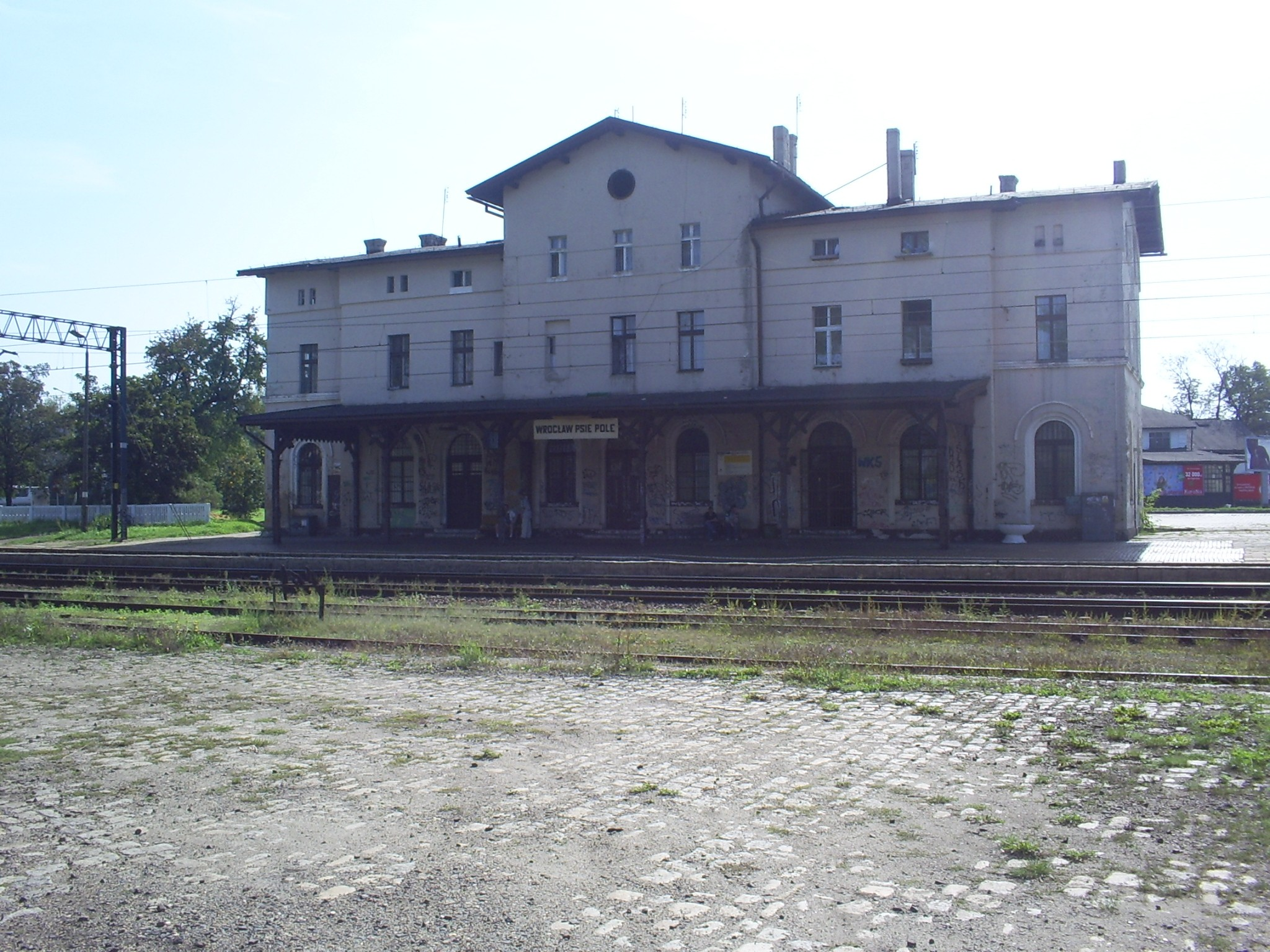
Stacja kolejowa Wrocław Psie Pole

Wokół nazwy Psie Pole powstało podanie, oparte na relacji Wincentego Kadłubka, opisującego w swojej kronice bitwę na Psim Polu, która według niego miała się w tej okolicy odbyć w roku 1109 pomiędzy wojskami króla niemieckiego Henryka V a oddziałami Bolesława Krzywoustego. Tymczasem współczesne badania historyków wskazują, że nazwa wywodzi się z faktu, że tutejsze ziemie nie miały wielkiej wartości, były liche, czyli psie. Istnieje także pogląd, cytowany przez prof. Stanisława Trawkowskiego, że nazwa Psie Pole odnosi się do terenu przeznaczonego dla książęcej psiarni.
W dokumencie z 1206 roku wydanym przez księcia wrocławskiego Henryka I wymieniona jest w zlatynizowanej, staropolskiej formie Pzepole. W spisanym po łacinie dokumencie średniowiecznym wydanym we Wrocławiu w 1266 roku, który sygnował książę śląski Henryk III Biały miejscowość wymieniona jest pod nazwą Psepole.
W roku 1613 śląski regionalista i historyk Mikołaj Henel z Prudnika wymienił miejscowość w swoim dziele o geografii Śląska pt. Silesiographia podając jej łacińskie nazwy: Hundesfelda, Campus Caninus. Szwajcarski kartograf i geograf Mateusz Merian w swoim dziele Topographia wydanym w roku 1650 podaje dwie niemieckie formy nazwy miejscowości: Hundesfeld oraz Hundsfeld zaznaczając, że po polsku i niemiecku nazwa oznacza to samo …dieser Platz / in beyden Sprachen Polnisch und Teutsch das Hundsfeld genant worde.
Jeszcze w 1750 roku polska nazwa Psie Pole wymieniona jest w języku polskim przez Fryderyka II pośród innych miast śląskich w zarządzeniu urzędowym wydanym dla mieszkańców Śląska. Nazwa ta stała się urzędową nazwą miasta dopiero w XVII-XVIII wieku po ostatecznym podboju Śląska przez Prusy w roku 1763, w wyniku trzech wojen śląskich z Austrią. Słownik geograficzny Królestwa Polskiego podaje nazwę polską Psie Pole oraz niemiecką Hundsfeld.
Polską nazwę Psie Pole oraz niemiecką Hundsfeld w książce Krótki rys jeografii Szląska dla nauki początkowej wydanej w Głogówku w 1847 wymienił śląski pisarz Józef Lompa.

## Historia
Pierwsza wzmianka o Psim Polu nastąpiła w 1109r. gdy Bolesław Krzywousty rozgromił wojska niemieckie dowodzone przez Henryka V. Psie Pole, powstałe wokół rynku dawnego miasteczka i w pobliżu kościoła św. Jakuba i Krzysztofa, zabudowane jest kamienicami z przełomu XIX i XX wieku. Sam kościół św. Jakuba i Krzysztofa jest znacznie starszy, pierwsze wzmianki o nim pojawiają się w 1206. Wieś lokowana w 1252, od 1294 znajdowała się w księstwie głogowskim, następnie – po jego podziale w 1312 – w księstwie oleśnickim, na granicy z księstwem wrocławskim.
Prawa miejskie przyznano Psiemu Polu prawdopodobnie w XIV lub początku XV wieku, rada miejska wzmiankowana po raz pierwszy w 1408, a wójt w 1473. W 1442 Psie Pole, a zarazem i kościół zostały złupione przez najemną armię wrocławską pod dowództwem L. Assenheimera, być może z tego okresu pochodzą zachowane do dziś fragmenty XV-wiecznych murów. W 1476 nadano miastu prawo targu solnego. We wrześniu 1559 w Psim Polu odbył się zjazd książąt śląskich. Od 1592 miasto stanowiło własność klasztoru św. Wincentego.
W wyniku trzech wojen śląskich toczonych między Prusami i Austrią w latach (1740–1763) Psie Pole wraz z większością Śląska dostało się pod panowanie Prus,
W 1806 Psie Pole zajęli Francuzi – wojska napoleońskie oblegające Wrocław – dopuszczając się tu gwałtów i grabieży, mimo tego że władze miasteczka poleciły mieszkańcom oddawanie okupantom wszystkiego, czego tylko zażądają. Swą kwaterę w Psim Polu miał przez pewien czas brat cesarza Napoleona – Hieronim Bonaparte. Po sekularyzacji dóbr kościelnych w 1810 miasto przeszło na własność państwa pruskiego.
1 listopada 1886 otwarto stację kolejową (obecnie Wrocław Psie Pole) na linii Wrocław – Oleśnica. W 1881 Psie Pole posiadało już łączność telefoniczną z Wrocławiem, w 1894 wybudowano tu łaźnię miejską, w 1905 sieć gazową, a w 1912 wodociąg. 1 kwietnia 1928 roku Psie Pole zostało wcielone w granice Wrocławia.

### Filia Groß-Rosen
Na Psim Polu znajdowała się filia obozu koncentracyjnego Groß-Rosen, a także obóz pracy przymusowej fabryki Rheinmetall-Borsig.

## Demografia
Rozwój liczby ludności Psiego Pola na przestrzeni lat:
- 1789 - 769
- 1830 - 829
- 1866 - 1031
- 1899 - 1766
- 1905 - 2168
- 1910 - 2472

## Władze miejskie
Burmistrzowie Psiego Pola:
- 1816–? – Gottlieb Jäner – Ratmann (radny)
- 1850–? – Remus
- 1855–1881 – Schulz – sierżant żandarmerii
- 1881–1893 – Friedrich – Postverwalter (oficer pocztowy)
- 1907–1928 – Prietzel